# Chính sách thị thực của Abkhazia

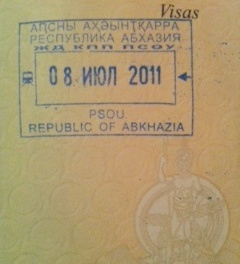
Dấu hộ chiếu của Abkhazia

Du khách đến Abkhazia phải xin thị thực trừ khi họ đến từ một trong những quốc gia được miễn thị thực.

## Bản đồ chính sách thị thực

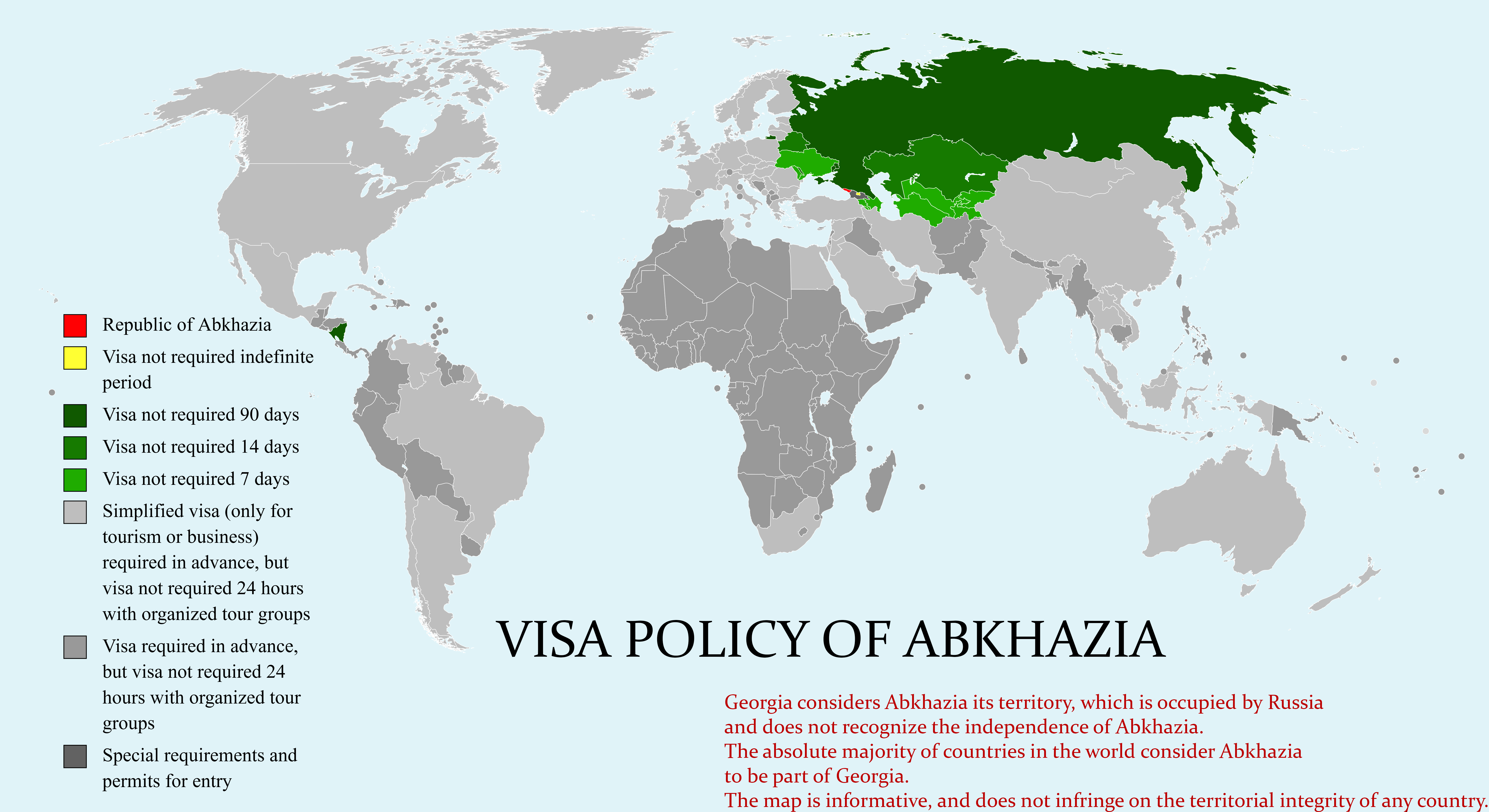
Chính sách thị thực của Abkhazia
Abkhazia
Miễn thị thực
Cần xin thị thực

## Chính sách thị thực
Công dân của các quốc gia và vùng lãnh thổ sau có thể đến Abkhazia mà không cần thị thực:
| 90 ngày - Armenia - Nicaragua - Nga - Tuvalu 14 ngày - Belarus - Kazakhstan |

Trong khi đó, công dân của 5 quốc gia Hậu Liên Xô đang tranh chấp khác được miễn thị thực đến Abkhazia. Tất cả các thành viên của Cộng đồng vì Dân chủ và Quyền lợi của Các quốc gia đã đồng ý bãi bỏ thị thực đối với công dân của họ. Bao gồm:
| - Cộng hòa Nhân dân Donetsk (90 ngày) - Cộng hòa Nhân dân Lugansk (90 ngày) - Cộng hòa Artsakh - Nam Ossetia - Transnistria |

Nhóm du lịch
Du khách từ tất cả các quốc gia (trừ Gruzia) có thể đến Abkhazia không quá 24 giờ nếu đi theo nhóm du lịch được tổ chức.